# Heliga blodets kyrka

Heliga blodets kyrka (Heiliga bloed basiliek) är en kyrkan belägen i Brygge, Belgien. Heliga blodets basilika har ett högaktat relikskrin, och kyrkan byggdes för att fira 75 år av självständighet i Belgien. Kyrkan har fått sitt namn efter den värdefulla relik som förvaras i basilikan (idag i museet), som påstås bestå i bland annat blod från Jesus.
Basilikan är uppdelad i två sektioner skilda från varandra. Den nedre delen utgörs av det lägre kapellet S:t Baileios, vars ingång pryds av valvbågar inramade av stenpelare. Det övre kapellet restaurerades på 1800-talet efter att fransmännen härjat och förstört det. Dekorationer i starka, klara färger omger ett tabernakel av silver om rymmer en helig flaska som anses innehålla några droppar koagulerat blod och vatten från Jesus, som ska ha tvättats av från Jesus kropp av Josef från Arimataia. Flaskan fördes till staden från Jerusalem år 1150 och är ett föremål som många visar stor vördnad för. Kyrkan har även ett museum som har ett flertal olika föremål såsom målningar och praktdräkter.

## Det heliga blodets procession
En gång om året på kristi himmelsfärdsdagen bärs den heliga reliken genom gatorna i ”det heliga blodets procession”, en tradition som har fortskridit sedan 1970. Detta är den viktigaste religiösa festivalen i Flandern. Trots förändringar under århundradena så är syftet ändå detsamma; att väcka minne om Jesus lidande. Reliken bärs således genom stadens gator i denna dags långa ceremoni. Paraden är uppdelad i två delar; den första delen framför bibliska scener från det gamla samt nya testamentet. Det koncentrerade i processionen är bibelns historiska lidande. Den andra delen återspelar återkomsten av Diederik från Elzas med reliken, han var Flanderns greve och enligt traditionen var det Diederik som förde reliken till Brygge från det heliga landet år 1150. I processionens avslutning så bärs reliken av två biskopar, vilket anses vara ceremonins höjdpunkt.
Hundratals invånare i Brygge deltar årligen i denna återuppspelning som är en fortsatt tradition sedan medeltiden. Under den perioden var läskunnighet bland bondebefolkningen ovanligt, varför visuella former användes för att illustrera och berätta den kristna tron samt sagor.